# واکنشگر فولین
واکنشگر فولین (به انگلیسی: Folin's reagent) با فرمول شیمیایی C۱۰H۵NaO۵S یک ترکیب شیمیایی با شناسه پاب‌کم ۵۱۶۹۹۶ است. که جرم مولی آن ۲۶۰٫۲ g/mol می‌باشد. 